# Halloville
Halloville é uma comuna francesa na região administrativa de Grande Leste, no departamento de Meurthe-et-Moselle. Estende-se por uma área de 3,93 km². Em 2010 a comuna tinha 74 habitantes (densidade: 18,8 hab./km²).